# Adolf von Eppstein
Adolf von Eppstein († 1433 oder 1434 in Mainz) war von 1430 bis 1433/34 Bischof von Speyer.

## Leben
Adolf von Eppstein entstammt dem Adelsgeschlecht der Herren von Eppstein, das vier Mainzer Erzbischöfe stellte. Er war Domherr in Mainz und Propst des Frankfurter Bartholomäusstifts, wurde 1422 Kanoniker und Archidiakon in Trier. Am 22. Mai 1430 ernannte ihn Papst Martin V. zum Nachfolger des Speyerer Bischofs Raban von Helmstatt, der Erzbischof von Trier wurde. Raban, der sich in Trier nicht gegen seinen Konkurrenten Ulrich von Manderscheid durchsetzen konnte, wurde vom Papst mit der Verwaltung des Bistums Speyer betraut. Adolf von Eppstein, der nie die Bischofsweihe erhielt, starb 1433 oder 1434 in Mainz und wurde im Kreuzgang des Mainzer Doms bestattet.